# یواس‌اس وردین (ای‌ام‌اس-۳۸)
یواس‌اس وردین (ای‌ام‌اس-۳۸) (به انگلیسی: USS Verdin (AMS-38)) یک کشتی است. این کشتی در سال ۱۹۴۴ ساخته شد.